# Bento António Gonçalves
Bento António Gonçalves (1902 – 1942) è stato un politico portoghese, secondo segretario generale del Partito Comunista Portoghese.

## Biografia
È nato a Montalegre, nel distretto di Vila Real, nel nord del Portogallo. Non si sa molto della sua infanzia. Nel 1915 divenne apprendista tornitore meccanico a Lisbona. Quattro anni dopo, nel 1919, iniziò a svolgere lo stesso lavoro nell'arsenale della marina portoghese ad Alfeite.
Nel 1922 entra in marina e un anno dopo inizia il corso di pilota elementare. Nel 1924 fu inviato nella colonia portoghese dell'Angola e iniziò a lavorare come tornitore meccanico nella compagnia ferroviaria di Luanda. È diventato un attivista, cercando di organizzare l'Unione dei lavoratori di Luanda.
Nel 1926 tornò a Lisbona, dove divenne membro del sindacato dei lavoratori della marina, l'anno successivo si recò a Mosca, nella delegazione portoghese per la celebrazione del 10 ° anniversario della rivoluzione bolscevica.
Nel settembre 1928 aderì al Partito Comunista Portoghese e divenne membro della cellula dell'Arsenale di Alfeite. Nel 1929 partecipa alla conferenza riorganizzatrice del Partito Comunista e viene eletto alla Commissione Centrale provvisoria. Subito dopo è diventato Segretario generale.
Nel 1930 fu arrestato dalla polizia politica del regime di Estado Novo e fu costretto a vivere nelle Azzorre. Un anno dopo è stato trasferito nel Capo Verde portoghese. Nel 1933 tornò in Portogallo e andò sottoterra. Nel novembre dello stesso anno si recò a Madrid dove stabilì contatti con il Comintern e il Partito Comunista di Spagna.
Nel 1935 Bento Gonçalves ha partecipato al 7º Congresso del Comintern. Poco dopo essere tornato in Portogallo è stato nuovamente arrestato dalla polizia politica. Successivamente è stato trasferito in una prigione nelle Azzorre dove è stato processato da un tribunale militare per le sue attività comuniste. Alla fine dell'anno fu trasferito nel Campo di concentramento di Tarrafal, dove morì di malattia nel 1942.
In Avante! Festival del 2002, il Partito Comunista ha realizzato nel padiglione centrale una mostra sul suo lavoro e sulla sua vita.